# Tex Tex
Tex Tex es una banda de rock mexicano originaria de Ixtenco, Tlaxcala, conocidos también como «Los Muñecos».

## Historia
Formada hacia 1986 por los hermanos Mujica, originarios del pueblo de San Juan Ixtenco, municipio de Tlaxcala. En esa época Everardo Mujica "Lalo Tex", trabajaba en una empresa en el departamento de control de calidad y decidió abandonar ese empleo y cambiarlo por la música. Su estilo de rock mezcla rythm & blues, corridos y ritmos latinos, al que llamaban "rock ejidal". En sus conciertos aparecen siempre con sombrero y look texano, reivindicando dicho concepto.
Han tenido múltiples apariciones en medios electrónicos y canales especializados como Telehit y MTV.  Han realizado presentaciones en vivo principalmente en la Ciudad de México y su zona conurbada, donde gozan gran popularidad, así como en el resto de México, sur de Estados Unidos, Guatemala y El Salvador.
Tex Tex inició a finales de 1985 con la idea de hacer rock original en español y convertirse en ídolos. Grabaron su primer demo titulado El toque mágico y lo ofrecieron a todas las disqueras habidas en ese entonces, obteniendo resultados negativos, hasta que Discos GAS les da su primera oportunidad y editaron el álbum Un toque mágico en 1987 que fue su primer éxito subterráneo, además de las canciones "La calle 16" y "Devuélvelo", que se convierteron en un himno entre la banda asidua al rock mexicano. Los lugares donde más tocaban eran Rockotitlán y Rock Stock, además de los lugares de costumbre: Centro Cívico de Ecatepec, Teatro Isabela Corona, etc.
En el 1990 grabaron Perdidos, ya con toda la confianza de la compañía Discos GAS y ganaron el premio como mejor canción del año de los Premios Nuestro Rock y llegó la primera incursión a Estados Unidos tocando en el Teatro Roxy de Hollywood en Los Ángeles y en Ocean Side, California. Regresaron al estudio y editaron el disco Tex Tex 3, haciendo tocadas por toda la República Mexicana, así como en diversos programas de TV y radio de la época; son conocidos a nivel nacional y graban el primer disco en vivo en la ciudad de Pachuca contando con el apoyo incondicional del Instituto Hidalguense de Cultura y se editó un disco doble en vivo de dicho evento. La fiesta duró tres días y las ventas se incrementaron recibiendo un disco de platino por parte de la compañía Discos GAS, así mismo aparece el primer CD de éxitos del grupo titulado Lo mejor de Tex Tex con ventas fabulosas para una compañía nacional.[cita requerida]
Corría el año 1993, en una presentación de Grupo Bronco, Tex Tex fue invitado a participar en BMG Ariola México y se llegó a una negociación con Discos GAS y Tex Tex. Grabaron el disco Te vas a acordar de mi con Paco Rosas como productor, grabado en México y mezclado en Londres, Inglaterra, con ventas exorbitantes.[cita requerida] Aparecieron tras ello en TV comercial, en espacios de radio y salieron de gira por las ciudades más importantes de Estados Unidos como Chicago, Los Ángeles, Arizona, Texas, etc. En 1996 grabaron el disco Súbete al tren con Jorge Amaro como productor. Grabado en Estudio 19 y mezclado por Tony Peluso en Los Ángeles, California, y continuaron las giras por todo el país y Estados Unidos recibiendo diferentes premios y reconocimientos. Al final de 1997 dejaron la disquera BMG y empezaron a grabar su música de manera independiente, y debido a la apretada agenda de trabajo es hasta el año 2000 que entran nuevamente al estudio.
En el 2000 grabaron Acción y Reacción con la ayuda de Juan García, un amigo incondicional de la banda. El disco tuvo un impacto muy fuerte entre la banda rocanrolera generó un trabajo intenso[cita requerida], ya que ahora la oficina de la banda tenía no solo que vender los shows de Tex Tex, sino también el nuevo disco. Posteriormente, crearon Metrópolis Discos con Alex Vargas y juntos planearon el show acústico para realizar el siguiente disco: Los muñecos desenchufados y lograron importantes ventas a nivel nacional y Estados Unidos.[cita requerida]
Tex Tex celebró sus 18 años, por primera vez en el Zócalo capitalino con más de 50,000 personas y se planeó grabar el disco De dónde somos y a dónde vamos disco doble que fue bien recibido con ventas extraordinarias.[cita requerida] Festejaron 19 años en el Zócalo otra vez junto a El Tri ante más de 110,000 personas. BMG editó Lo mejor de Tex Tex, primer lugar en ventas en cadenas comerciales durante tres meses.[cita requerida]
En julio del año 2006, Tex Tex entró al estudio de grabación de Jorge Amaro, para grabar su nuevo CD de manera independiente con el apoyo incondicional de la compañía distribuidora “ProDisc”. En dicho estudio se grabaron 10 temas, en las cuales se contó con la colaboración de músicos como:
- Jorge Amaro, en varias guitarras, coros e instrumentos de percusión.
- Felipe Souza, con un auténtico solo de guitarra en la canción "Pobre Rockanrolero"; para esto, llevó 8 guitarras, 2 amplificadores y 30 pedales de efectos, (además de los que tenía guardados en la memoria digital de los diversos multi-efectos que usó ese día) y no llevó más aditamentos solo porque no cupieron en la camioneta, comentando: Me la jalé, ¿no pinche Lalo? para hacer un solo de guitarra".
- Piro Pendas, que grabó una voz a distancia desde Miami, Florida directo al estudio en México D.F.
- Armando Espinosa “El Pinaka”.
- Leonardo de Lozanne en un coro en la canción "Extranjera" (cover de la canción "Lodi" del grupo Creedence Clearwater Revival).

El título de esta producción fue Asterisco 86, vendiéndose en las tiendas Mix Up, Tower Records y diferentes lugares de prestigio.
Promovieron en 2011 su grabación Momentos Mágicos cuando cumplieron 25 años de trayectoria.
El 18 de enero de 2016 falleció su vocalista y guitarrista Everardo Mujica, "Lalo Tex".
El 9 de abril de 2019 la agrupación dio a conocer que su baterista y teclista Donovan Camacho, falleció por la mañana del martes.

### Integrantes
- José Luis Mujica Sánchez "Chucho Tex" - Líder y miembro fundador, bajo y voz.
- Luis Eduardo Mujica Vivas (Lalito Tex). - guitarra líder y voz.

Músicos invitados 
- Sergio Sosa - batería.
- Yair Massyel - guitarra.

#### Exintegrantes
- Everardo Mujica Sánchez "Lalo Tex el muñeco mayor" - guitarra y voz †.
- Francisco Mujica Sánchez "Paco Tex" - batería.
- Pedro Martínez - batería (1986 - 1988).
- Donovan Camacho - Teclados y batería †.
- Óscar Black - batería.

### Discografía
| Disco                                        | Año  |
| -------------------------------------------- | ---- |
| Un toque mágico                              | 1989 |
| Perdidos                                     | 1990 |
| Tex Tex 3                                    | 1992 |
| En Concierto Vol. I                          | 1993 |
| En Concierto Vol. II                         | 1993 |
| Te vas a acordar de mi                       | 1994 |
| Súbete al tren                               | 1996 |
| Tex Tex Super Hits, Un Toque Magico Vol. I   | 1997 |
| Tex Tex Super Hits, La Puerta Negra Vol. ll  | 1997 |
| Tex Tex Super Hits, Despedazado Vol. III     | 1997 |
| Acción y Reacción                            | 2000 |
| Lo mejor de: Tex Tex                         | 2001 |
| Los muñecos desenchufados (acústico en vivo) | 2002 |
| De dónde somos y a dónde vamos               | 2004 |
| *86                                          | 2006 |
| We are a mexican band                        | 2008 |
| Momentos mágicos                             | 2010 |
| El nuevo Rock Mexicano                       | 2011 |
| Me haces volar                               | 2012 |
| La Fiesta                                    | 2014 |
| Espíritu del rock                            | 2016 |
| Despertar                                    | 2018 |
| Hombre Afortunado                            | 2021 |

### Músicos invitados
| Músico                                          | Instrumentos                      |
| ----------------------------------------------- | --------------------------------- |
| Pedro Martínez (procedente de El Tri)           | Batería                           |
| Gerardo "Coca" López                            | Batería                           |
| Sr. González (procedente de Botellita de Jerez) | Percusiones                       |
| Armando Espinoza                                | Percusiones                       |
| Rafael Espinoza                                 | Percusiones                       |
| Sesan                                           | Teclados, Sintetizadores, Efectos |
| David Ruiz Santibañez "El Gringo"               | Percusiones                       |
| Piro Pendas                                     | Coros                             |
| Leonardo De Lozanne (procedente de Fobia)       | Coros                             |
| Lilian                                          | Coros                             |
| Jorge "Chiquis" Amaro                           | Guitarras, Coros, Percusiones     |
| Felipe Souza                                    | Guitarra                          |
| Ramiro Figueroa                                 | Teclados                          |
| Rodolfo León Sosa "León Vago"                   | Guitarra                          |
| Arturo Bordes Sevilla                           | Guitarra                          |